# Buona vita (Gigi D'Alessio)
Buona vita è la prima raccolta del cantautore italiano Gigi D'Alessio, pubblicato il 31 ottobre 2003 dalla RCA Records e dalla BMG Italy.

## Descrizione
Nell'album ci sono due inediti La forza delle donne e Buona vita, oltre alle nuove versioni di Dove sei, L'anatroccolo sposato, Como suena el corazón, Mon Amour e Come in un film.
Nel 2004 l'album è stato pubblicato anche in versione standard, in versione deluxe e in versione spagnola.

## Tracce
Testi di Vincenzo D'Agostino, musiche di Gigi D'Alessio.

### Edizione standard
1. La forza delle donne – 5:03 – inedito
2. Quel che resta del mio amore – 4:47
3. Io che non vivo – 5:18
4. Dove sei – 4:21 – 2003 Version
5. Buongiorno – 4:38
6. Portami con te – 4:24
7. Non dirgli mai – 4:14
8. Como suena el corazon – 4:26 – 2003 version
9. Il cammino dell'età – 4:27
10. Tu che ne sai – 4:36
11. Mon Amour – 3:44 – 2003 version
12. Miele – 4:51
13. Io vorrei – 4:51
14. Un nuovo bacio (con Anna Tatangelo) – 4:15
15. Non mollare mai – 4:14
16. Buona vita – 2:56 – inedito

### Edizione deluxe
CD 1
1. La forza delle donne – 5:03 – inedito
2. Quel che resta del mio amore – 4:47
3. Io che non vivo – 5:18
4. Dove sei – 4:21 – 2003 version
5. Come in un film – 4:12 – 2003 version
6. Portami con te – 4:24
7. Tutt'a vita cu 'tte – 5:13
8. Non dirgli mai – 4:14
9. Como suena el corazón – 4:26 – 2003 version
10. L'anatroccolo sposato – 4:43 – 2003 version
11. Quando la mia vita cambierà – 4:31

CD 2
1. Una notte al telefono – 5:10
2. Il cammino dell'età – 4:27
3. Tu che ne sai – 4:36
4. Mon Amour – 3:44 – 2003 version
5. Insieme a lei – 5:18
6. Buongiorno – 4:38
7. Miele – 4:51
8. Sei importante – 5:26
9. Un nuovo bacio (con Anna Tatangelo) – 4:15
10. Non mollare mai – 4:14
11. Buona vita – 2:56 – inedito

### Buona vita (español)
La versione spagnola dell'album è stata pubblicata il 1º gennaio 2004 dall'etichetta Sony BMG. Produttore dell'album è Geppino Afeltra.
1. Lo que queda en dos amore – 4:48
2. Yo que no vivo – 5:07
3. Donde estas – 4:20
4. Ven y llevame – 4:24
5. No le diras – 4:14
6. El camino de la edad – 4:25
7. Tú que sabras – 4:36
8. Mieles – 4:01
9. Me voy – 3:59
10. Importante – 5:28
11. Un nuevo beso (con Ana Torroja) – 4:17
12. Io vorrei – 4:30
13. Te enamoreras – 3:56
14. Mi vida – 4:40

## Formazione
- Gigi D'Alessio – voce
- Cesare Chiodo – basso
- Roberto D'Aquino – basso
- Alfredo Golino – batteria
- Carmine Napolitano – batteria
- Maurizio Fiordilisio – chitarra
- Pippo Seno – chitarra
- Adriano Pennino – pianoforte, tastiera

## Classifiche
| Classifica (2003) | Posizione massima |
| ----------------- | ----------------- |
| Italia            | 3                 |
| Svizzera          | 49                |